# 林剛史
林 剛史（日語：はやし つよし，1982年8月15日—）是日本的男性演員。出身於兵庫縣神戶市長田區，身高180公分，體重59公斤，血型O型。曾於AMUSE旗下，自2016年起轉為自由藝人。而在2004年，接拍特攝超級戰隊系列的《特搜戰隊刑事連者》，飾演DekaBlue（戶增寶兒）；以及在2005年，接拍電視劇系列《ASTRO球團》，飾演宇野球一。

## 參與作品

### 電視劇
2003年
- SKY HIGH（第7話）
- （第9話）
- Stand Up!!（第4・6話）
- 王牌至尊（第10・11話）
- （第55話）

2004年
- 特搜戰隊刑事連者 - 飾演 戶增寶兒／DekaBlue
- - 飾演 主播人

2005年
- H2～好逑雙物語～ - 飾演 月形耕平
- ASTRO球團 - 飾演 宇野球一（主演）
- 探偵ブギ - 飾演 阿木龍介（主演）

2006年
- - 飾演 板前見習八木

2007年
- 週刊 赤川次郎（第6 - 10話）- 飾演 伊藤明英
- 電王（第30話）- 飾演 寺崎トオル
- （第8話）- 飾演 別府傳之丈
- （第11話）- 飾演 澤渡剛
- 神探伽俐略 - 飾演 村瀬健介

2008年
- ROOKIES（第6話 -）- 飾演 淡口英智
- 2（NHK）

2009年
- （東海電視台、富士電視台）
- MR.BRAIN（第7話）
- LOVE GAME（第12話） - 飾演 遠藤剛司
- （11月23日、TBS） - 飾演 牛島泰一

2010年
- （朝日電視台）
- 3  第11話（9月13日、TBS） - 飾演 中島
- （12月18日、朝日電視台） - 飾演 粕谷勇

2014年
- 羅斯福遊戲（TBS） - 飾演 飯島健太

### 電影
2004年
- 特搜戰隊刑事連者 THE MOVIE Full Blast Action（東映）- 飾演 戶增寶兒／DekaBlue

2005年
- 姦C（NET MOVIE・東京映畫社）- 飾演 宮本

2006年
- The Cottage（渋谷Cine Le Sète）- 飾演 遠野敦史
- 幸福的開關（東北新社・）- 飾演 鈴木裕也
- 悠里西斯（渋谷Cine Le Sète／名古屋Cinema Skhole／大阪Cine Nouveau）- 飾演

2007年
- 椿三十郎（全國東宝系）- 飾演 寺田文治

2008年
- 銀色的季節（全國東宝系）- 飾演 谷口悟
- 旅程出發 - 飾演 高木雪彥
- 神探伽俐略「嫌疑犯X的獻身」- 飾演 村瀬健介

### Original Video
- 特搜戰隊刑事連者VS暴連者（2005年，東映）- 飾演 戶增寶兒／DekaBlue
- 東映太秦映畫村製作DVD 義經與弁慶（2005年，東映）- 飾演 弁慶
- 魔法戰隊魔法連者VS刑事連者（2006年，東映）- 飾演 戶增寶兒／DekaBlue

### CM
- NTT
- am/pm（便利店）
- 牛角（2004年，只限特搜戰隊刑事連者播映時間）

### PV
- FLOW

### 舞台
- （2005年）- 飾演
- Amuse Youth ×SET Collaboration「ON LINE」（2006年）- 飾演 Eight／八代和樹
- （2006年）-
- （2007年）- 飾演 上野
- （2008年）- 飾演 Heath
- 竹內瑪莉亞（2008年）- 飾演 安原慎二

### 綜藝節目
- 朝日電視台『虎之門』（2005年10月28日）客串演出
- 朝日電視台『NANDA!?』（2005年11月24日）客串演出
- 富士電視台（2007年8月10日）
- 富士電視台（2007年10月1日）
- 富士電視台（2007年10月12日） - 飾演 村瀬健介
- 東京電視台節目內（2007年12月1日、12月8日）
- 富士電視台（2008年1月9日）
- 東京電視台（2008年1月21日～1月23日）
- 富士電視台（2008年4月9日）
- 富士電視台（2008年6月10日）
- 富士電視台『THE BEST HOUSE 123』（2008年6月18日）
- 朝日電視台（2008年7月23日）
- 日本電視台（2008年7月28日）
- 富士電視台（2008年8月12日）
- 東京都會電視台（2008年10月～12月）
- 富士電視台（2009年4月2日）
- 關西電視台（2009年7月2日）

### 宴會
- （2005年3月19日、クレイドルホール）
- Amuse X'mas Week ～ supported by GyaO ～「Merry X'mas Party」（2005年12月23日、新宿KOMA劇場）
- （2006年1月29日、in→dependent theatre 2nd）
- （2006年6月24日、イオン与野ショッピングセンター）
- （2006年7月29日、ラクーアガーデンステージap SQUARE）
- （2006年8月5日、in→dependent theatre 2nd）
- （2006年12月28日、天王洲銀河劇場）
- （2007年4月8日、クレイドルホール）
- （2007年5月13日、SHIBUYA BOXX）
- （2007年12月30日、Zepp Tokyo）
- Act Against AIDS 2008「THE VARIETY」（2008年12月1日、日本武道館）
- （2008年12月30、Zepp Tokyo）

### CD
- 「BLUE is the SKY」 歌：ホージー（林 剛史）

（2004年9月22日 特捜戦隊デカレンジャー キャラクターソングス／COCX-32876）
（2004年12月22日 特捜戦隊デカレンジャー コンプリート ソングコレクション／COCX-33056）
- 「THE MOVIE VERSION! DEKARANGER」 歌：デカレンボーイズ & ガールズ

（2004年9月22日 特捜戦隊デカレンジャー 特捜サウンドファイル3 ブルブラスト・サウンド／COCX-32877）
（2004年12月22日 特捜戦隊デカレンジャー コンプリート ソングコレクション／COCX-33056）

## 外部連結
- （日語） 林剛史的個人日誌
- （日語） 林剛史的官方網址
- （日語） 林剛史的個人檔案 （页面存档备份，存于）
- （日語） am/pm內本人演出的電視廣告 （页面存档备份，存于）

| 前任： 富田翔 （爆龍戰隊暴連者） | 日本超級戰隊系列藍色戰士演員 特搜戰隊刑事連者 2004年2月15日-2005年2月6日 | 繼任： 甲斐麻美 （魔法戰隊魔法連者） |